# XB-68 (航空機)
XB-68（もしくはMartin Model 316）とは、アメリカ合衆国の航空機メーカーであったグレン・L・マーティン・カンパニー（現在のロッキード・マーティン）が開発しようとしていた超音速中型戦術爆撃機である。メーカー内の名称はマーティン・モデル316である。設計段階から先に進まず実際に製作された機体はない。

## 概要
冷戦時代の1952年、アメリカ空軍は核兵器を搭載し超音速で飛行できる中型爆撃機の構想をもっていた。この構想に対し、ノースアメリカンとボーイング、ダグラスが開発する意向を示していたが、グレン・L・マーティンも参加することになった。この競作にグレン・L・マーティンのモデル316が1956年に選定され「B-68」と制式名称が割り当てられた。当初は1962年から1965年の間に配備されることが計画された。
機体は当時の超音速戦闘機のロッキードF-104を拡大させたようなレイアウトを予定していた。しかし様々な技術的困難にぶつかり、開発が難航したことから実戦化される見込みがなかった。そのためダグラスの海軍向けのA-3を基に改設計したものであるB-66が代わって採用されB-68は契約破棄された。
なお「B-68」であるが、1955年より開発が開始された、大陸間弾道ミサイルのタイタンIにXB-68の名称で割り当てられ、後にSM-68を経てHGM-25Aに変更された。

## 性能要目（検討されていたもの）
- 乗員：2（操縦士と爆撃士）
- 全長：33.43m
- 翼長:16.2m
- 高さ：7.77m
- 翼面積：81.3 m2
- 空虚重量:24,460kg
- 全備重量：33,650kg
- 最大離陸重量:46,590kg
- 搭載エンジン：プラット&ホイットニー・JT4B-21ターボジェットｘ2（27,500lbfｘ2）
- 最大速度:2,564km/h
- 航続距離:4,910km
- 実用上昇限度:44,800フィート（13,650m）

## 武装
- M61 バルカン航空機関砲1門
- 熱核兵器1発